# Pin à gros cônes
Pinus coulteri
Espèce
Statut de conservation UICN

 NT  : Quasi menacé
Classification phylogénétique
Le pin à gros cônes (Pinus coulteri) dit aussi pin de Coulter, pin faiseur de veuves, pin des veuves est un arbre appartenant à la famille des Pinacées et au genre Pinus. Il est originaire du sud de la Californie (États-Unis), et du nord de la Basse-Californie (Mexique). Il est nommé ainsi en hommage à Thomas Coulter, un botaniste et physicien irlandais (1793-1843). C'est l'espèce de pin qui possède les cônes les plus lourds.

## Description
C'est un arbre à feuilles persistantes qui peut atteindre une hauteur de 25 m, et 1 m de diamètre. Il vit sur les versants secs et rocheux des montagnes. Il a un port largement étalé, mais plutôt conique chez les jeunes sujets. Ses branches sont souvent ascendantes. Ses rameaux brun-violet sont robustes. Leur couleur s'éclaircit avec l'âge.
Son écorce épaisse est pourpre-brun, écaillée, aux fissures profondes. Ses feuilles sont en forme d'aiguilles raides, très légèrement incurvées, longues de 15 à 30 cm. Elles sont de couleur verte à vert-gris, par faisceau de trois, mais parfois 4 ou 5, avec des stomates sur toutes les faces. Elles persistent 3 à 4 ans.
Les fleurs mâles sont pourpres, mais jaunes en s'ouvrant, les femelles sont rouges. Les cônes sont ovoïdes et très volumineux. Ils font jusqu'à 35 cm de long et 10 cm de large, et peuvent peser jusqu'à 2,5 kg. Ils mûrissent en 2 ans, mais ne s'ouvrent qu'un peu plus tard. Leurs écailles possèdent de robustes épines crochues pointant vers l'apex. Les graines, brun-foncé et comestibles, font de 1,5 à 2 cm, et possèdent une aile qui fait jusqu'à 2,5 cm de long.
L'espèce est proche de Pinus sabiniana dont les cônes sont plus petits.

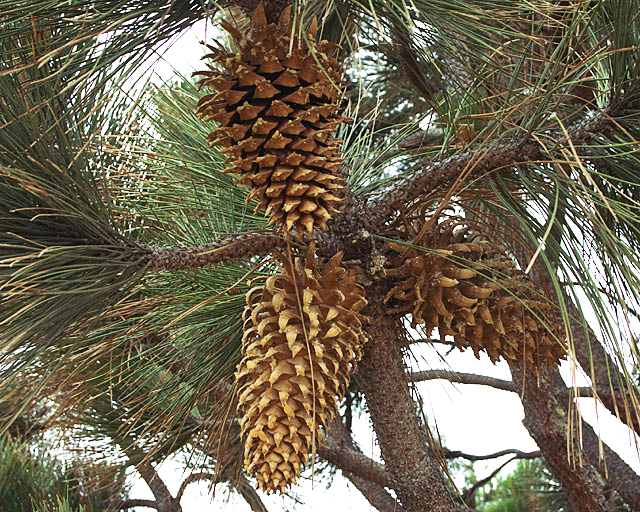
Cônes
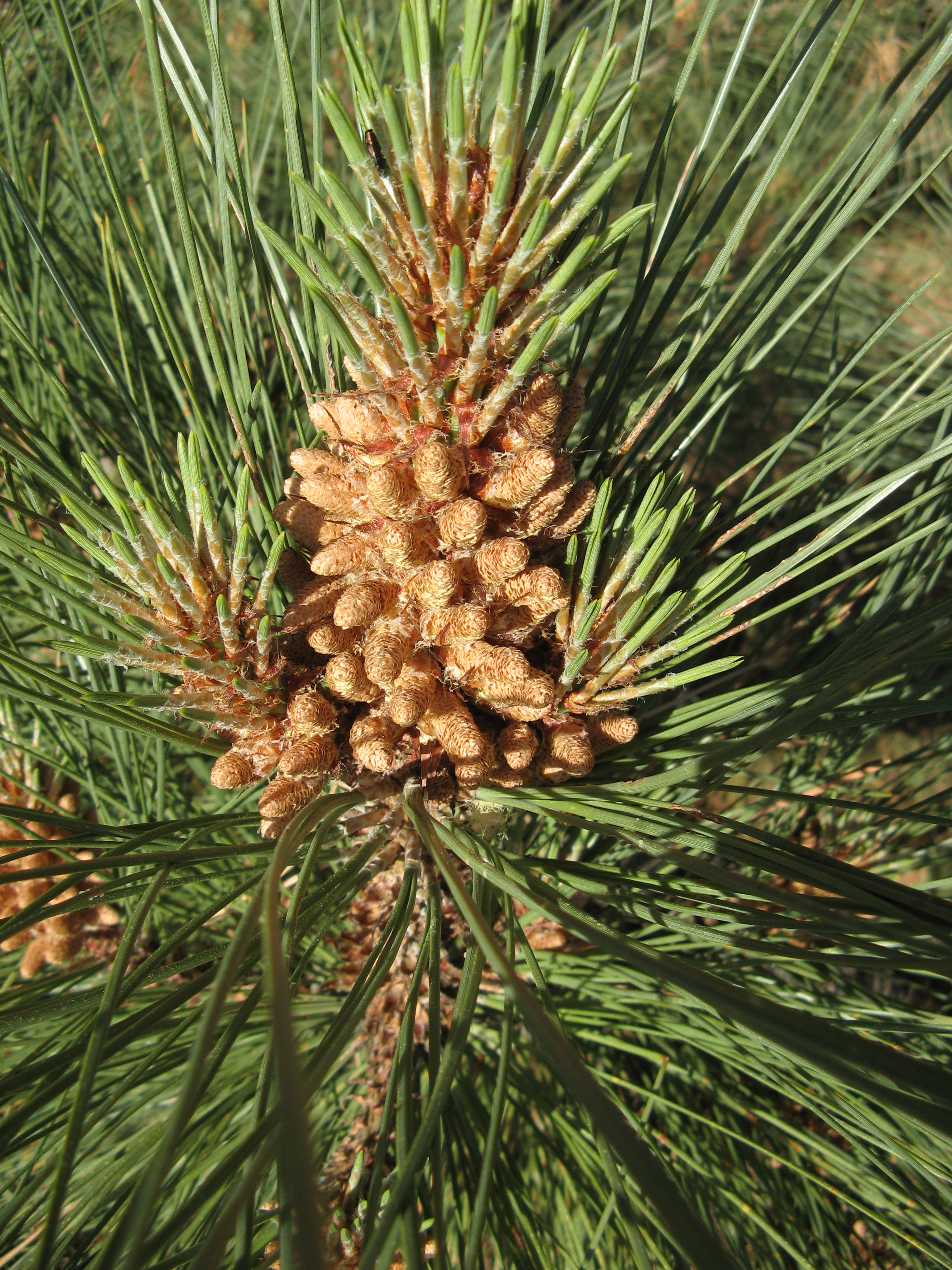
Fleurs mâles
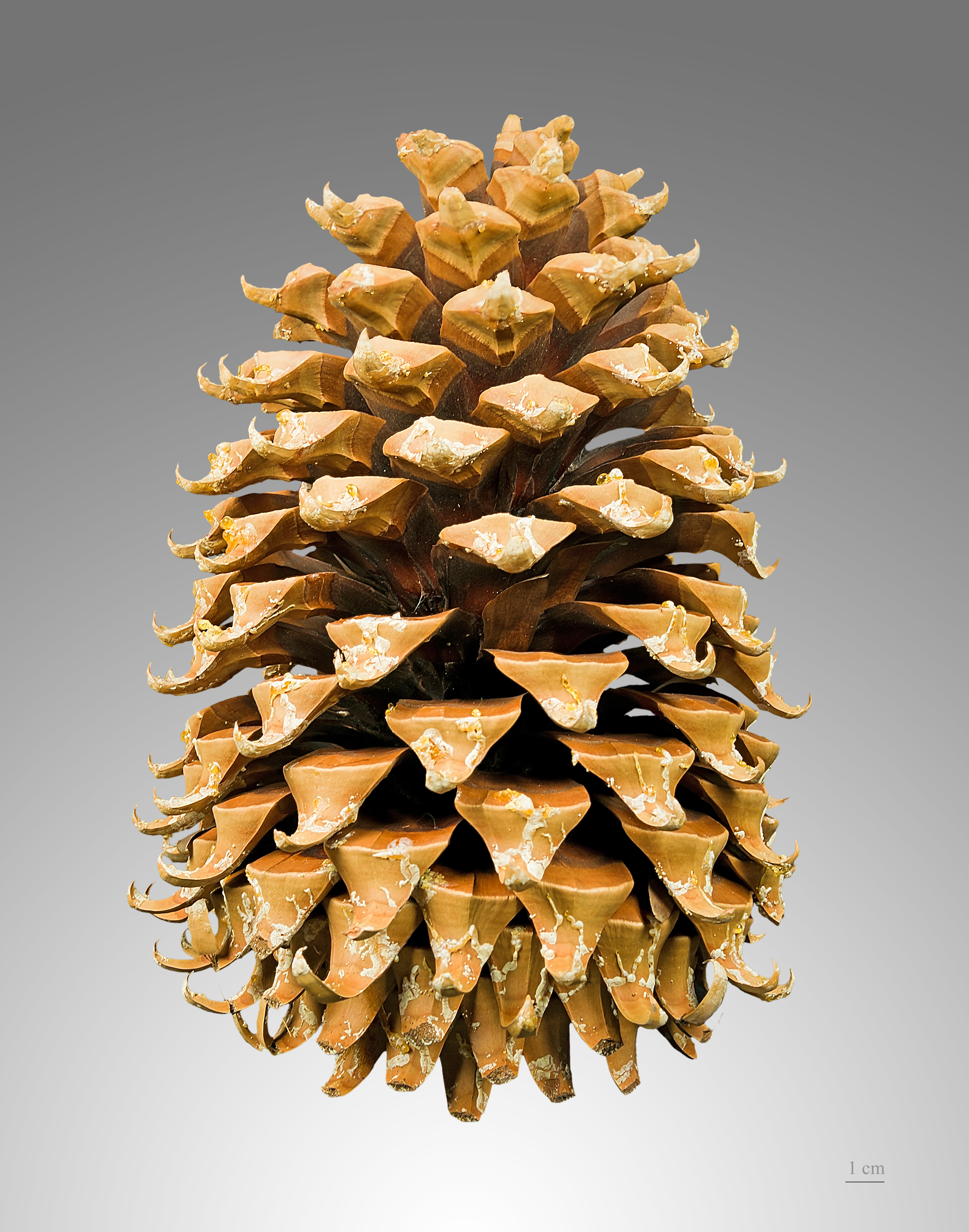
Cône - Muséum de Toulouse
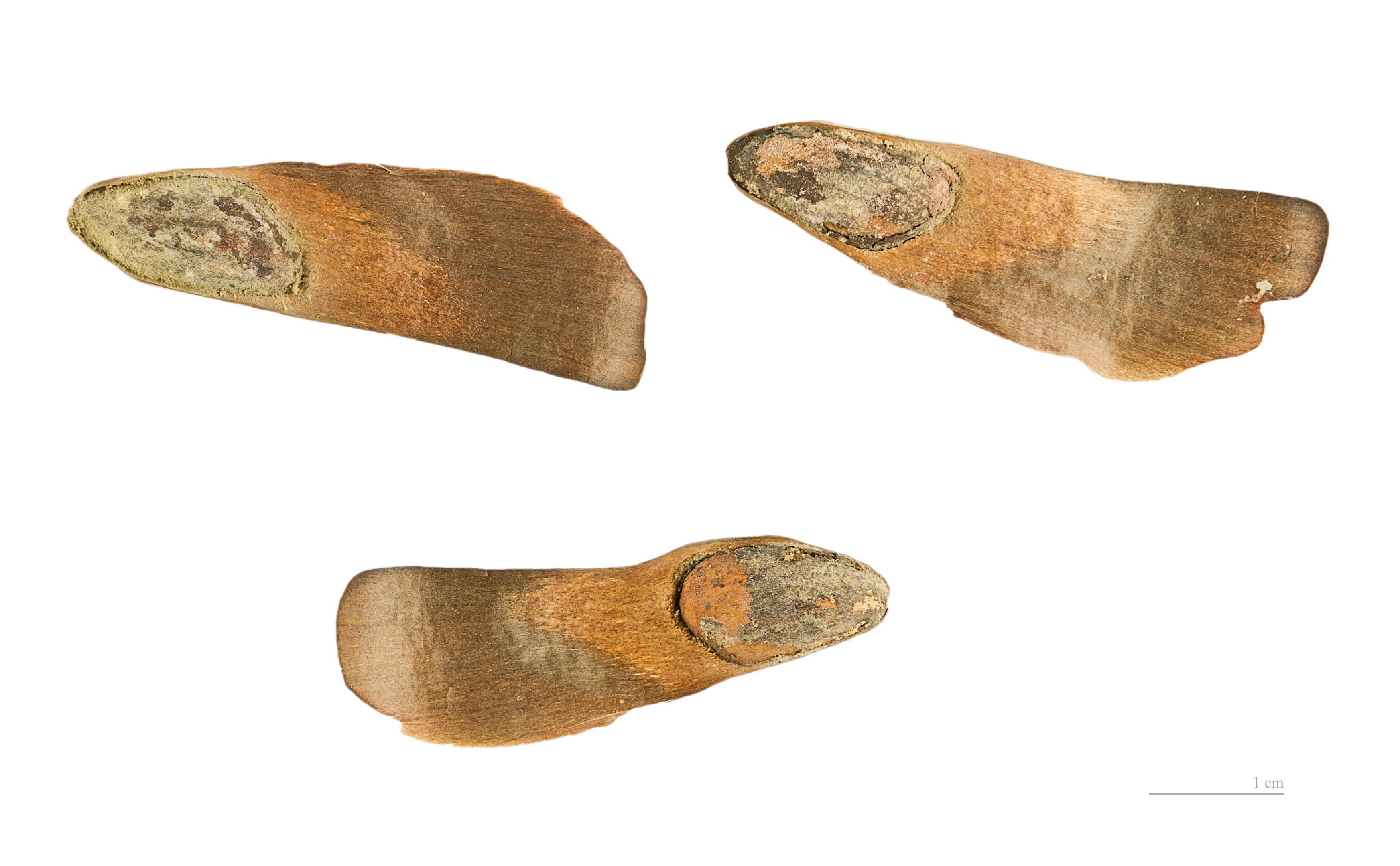
Graines - Muséum de Toulouse
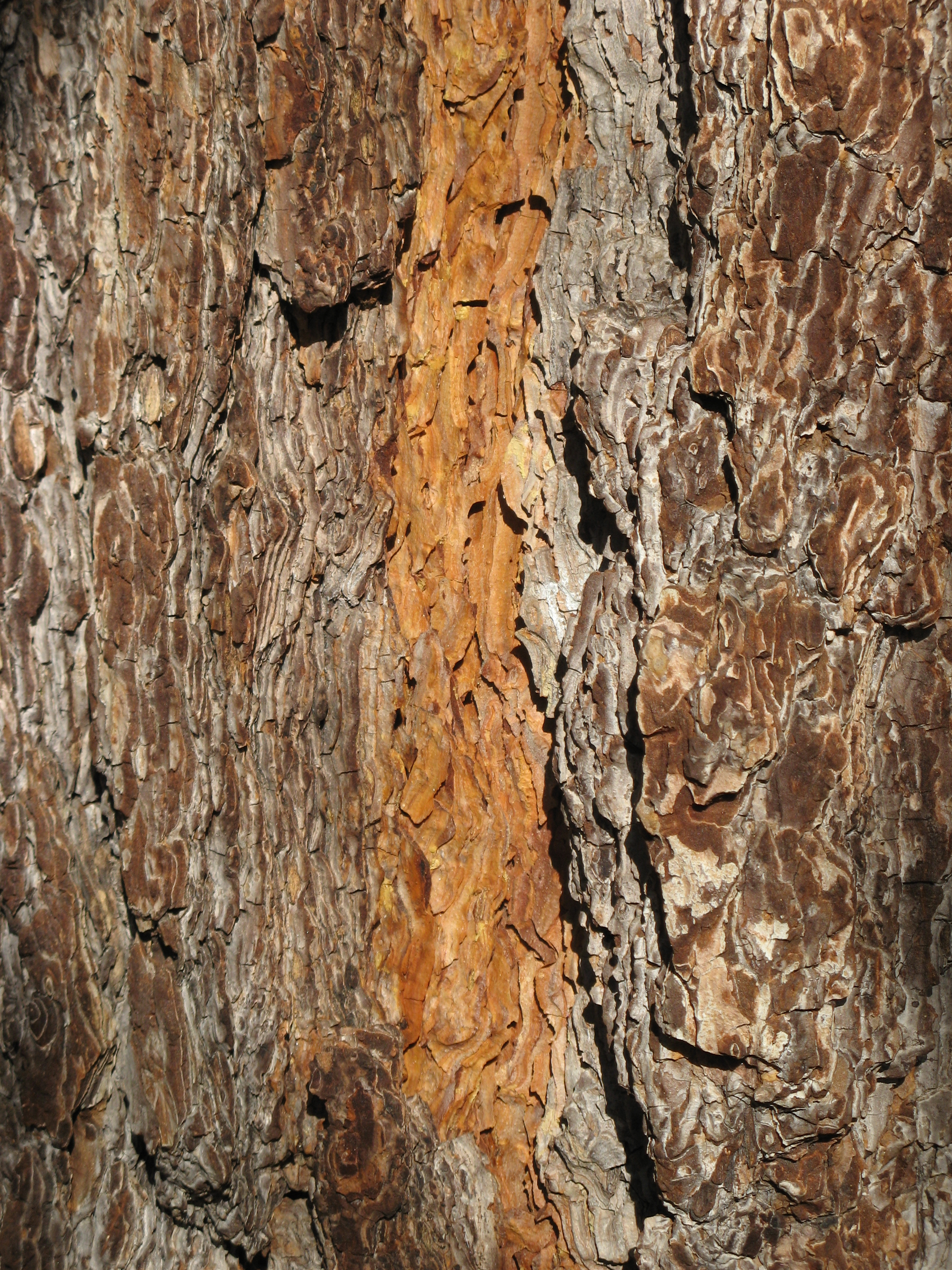
Ecorce

### Sources
- Allen J. Coombes, Arbres, Éd. Larousse, 2005,  (ISBN 2035604028).
- Pinus coulteri sur conifers.org